# Eriogonum vimineum
Eriogonum vimineum är en slideväxtart som beskrevs av David Douglas och George Bentham. Eriogonum vimineum ingår i släktet Eriogonum och familjen slideväxter. Inga underarter finns listade i Catalogue of Life.